# Единые национальные экзамены
Единые национальные экзамены (ЕНЭ) — серия экзаменов, который проходит абитуриент в Грузии для того, чтобы продолжить учёбу в университете. В 2005 году по решению Правительства Грузии советская система была заменена на новую. Как заявил Национальный центр экзаменов, разработана и внедрена модель «справедливой, прозрачной, однородной, основанная на принципах меритократии система, которая обеспечивает выбор лучших абитуриентов для ВУЗов.» С 2005 года до 100 тыс. абитуриентов стали студентами аккредитованных ВУЗов Грузии по результатам ЕНЭ.

## История
2005 год — Все абитуриенты сдавали три обязательных экзамена (Грузинский язык и Литература, иностранные языки и общие навыки). Часть абитуриентов сдавала экзамены по математике, если требовал факультет.
2006 год — К списку выборочных экзаменов добавились три экзамена- Естественные науки, история Грузии, общественные науки, литература. Оцененые работы абитуриентов были опубликованы в интернете. Любой абитуриент смог увидеть свою работу до апелляции. Изменилось правило государственного финансирования. Было решено, что грант, вместо тех экзаменов, по результату общих навыков будет выдаваться.
2007 год — Работы абитуриентов были опубликованы в интернете. Любой абитуриент смог проверить свою работу по интернету.
2008 год — Тесты по общим навыкам переведены на армянский и азербайджанский языки. Удачно реализована компьютерная система коррекции (eMarker).
2009 год — Увеличен минимальный уровень компетенции. Эксперты были отобраны на конкурсной основе.
2010 год — Для всех абитуриентов стало обязательным сдача 4 экзаменов. Выдача государственного финансирования стала возможной после сдачи всех экзаменов.